# Ernienickelita
L'ernienickelita és un mineral de la classe dels òxids queertany al grup de la calcofanita. Anomenat l'any 1994 per Joel D. Grice, Blair Gartrell, Robert A. Gault i Jerry van Velthuizen en honor d'Ernest (Ernie) Henry Nickel, mineralogista, per les seves contribucions en recerca de gènesi mineral i dipòsits minerals del Canadà i Austràlia, i per la seva dedicació a la sistemàtica mineral. És isoestructural amb l'aurorita, la calcofanita i la jianshuiïta.

## Característiques
L'ernienickelita és un òxid de fórmula química NiMn⁴⁺₃O₇(H₂O)₃. Cristal·litza en el sistema trigonal. La seva duresa a l'escala de Mohs és 2.
Segons la classificació de Nickel-Strunz, l'ernienickelita pertany a «04.FL: Hidròxids (sense V o U), amb H2O+-(OH); làmines d'octaedres que comparetixen angles» juntament amb els següents minerals: trebeurdenita, woodallita, jamborita, iowaïta, fougerita, hidrocalumita, kuzelita, aurorita, calcofanita, meixneritaa, jianshuiïta, woodruffita, asbolana, buserita, rancieïta, takanelita, birnessita, cianciul·liïta, jensenita, leisingita, akdalaïta, cafetita, mourita i deloryita.

## Formació i jaciments
Es forma en intrusions ultramàfiques altament laterititzades (Austràlia Occidental) i en la zona de meteorització de roques ultramàfiques (Dipòsit Kamennyy Kobchik, Rússia). S'ha descrit associada a calcedònia, magnesita, serpentina, nimita, nontronita, goetita i minerals de l'argila rics en níquel (Austràlia); també a asbolana, litioforita, hol·landita i cerianita (Rússia).